# Línea 3 (Urbanos de Tres Cantos)
La línea 3 de la red de autobuses urbanos de Tres Cantos une de manera circular la urbanización Soto de Viñuelas con la estación de tren.

## Características
Esta línea une en un recorrido circular la estación de ferrocarril de Tres Cantos con la urbanización Soto de Viñuelas, situada a las afueras del municipio. También conecta la zona industrial y la zona central de Tres Cantos (Avenida de Colmenar Viejo y Avenida de los Encuartes).
Es la única de las 5 líneas urbanas de Tres Cantos que circula todos los días de la semana, siempre con el mismo horario.
Los jueves, entre las 09:00 y las 15:00 aproximadamente suprime la parada 06637 - Avenida de la Industria - Calle del Yunque para realizar la parada 20818 - Avenida de los Artesanos - Calle del Temple, acercando de esta forma a los habitantes de Tres Cantos al mercadillo realizado en el recinto ferial.
La línea circula exclusivamente por el término municipal de Tres Cantos. Como bien se expresa en la numeración interna del CRTM, recibe el número 3903. El primer dígito corresponde a la línea, en este caso la línea 3. Y los últimos tres dígitos corresponden al municipio por el que circula, en este caso 903 corresponde al municipio de Tres Cantos.
La línea mantiene los mismos horarios todo el año (exceptuando las vísperas de festivo y festivos de Navidad), tan sólo operando de lunes a viernes laborables.
Está operada por la empresa ALSA mediante la concesión administrativa VCM-701 - Madrid - Tres Cantos (Viajeros Comunidad de Madrid) del Consorcio Regional de Transportes de Madrid.

### Sublíneas
Aquí se recogen todas las distintas sublíneas que ha tenido la línea L3. La denominación de sublíneas que utiliza el CRTM es la siguiente:
- Número de línea (3)
- Municipio por el que circula (903)
- Sentido de circulación (1 ida, 2 vuelta)
- Número de sublínea

Por ejemplo, la sublínea 3903102 corresponde a la línea 3, del municipio 903 (Tres Cantos), sentido 1 (ida) y el número 03 de numeración de sublíneas creadas hasta la fecha.
| Ida     | Ruta | Itinerario                         | Vuelta  | Ruta                            | Itinerario                      |
| 3903101 | -    | L3 Circular                        | 3903201 | No existe la ruta "-" de vuelta | No existe la ruta "-" de vuelta |
| 3903102 | m    | L3 Circular, desvío por mercadillo | 3903202 | No existe la ruta "m" de vuelta | No existe la ruta "m" de vuelta |

## Horarios
| Todo el año    |
| Todos los días |
| 06:40          |
| 07:15          |
| 07:50          |
| 08:40          |
| 09:40          |
| 10:20          |
| 11:00          |
| 11:40          |
| 12:20          |
| 13:00          |
| 13:40          |
| 14:20          |
| 15:00          |
| 15:40          |
| 16:45          |
| 17:20          |
| 18:00          |
| 18:40          |
| 19:20          |
| 20:00          |
| 20:40          |
| 21:20          |
| 22:00          |

1. 1 2 3 4 5 6 7 8  Jueves desvío por mercadillo

Paso por la Estación de Tres Cantos aproximadamente 19 minutos después de su salida de la urbanización Soto de Viñuelas. Duración del recorrido circular completo aproximadamente 40 minutos.

## Recorrido y paradas
| Código | Zona | Localidad   | Denominación                                         | Ubicación                       | Líneas de la parada     | Cercanías   |
| --- | ---- | ----------- | ---------------------------------------------------- | ------------------------------- | ----------------------- | ----------- |
| 12859 |      | Tres Cantos | Paseo de los Andes - Calle de la Alameda Baja        | Paseo de los Andes Nº33         | 716 3                   |             |
| 12860 |      | Tres Cantos | Paseo de los Andes - Calle de las Cañadas            | Paseo de los Andes Nº27         | 716 3                   |             |
| 12861 |      | Tres Cantos | Paseo de los Andes - Paseo del Carrizal              | Paseo de los Andes Nº1          | 716 3                   |             |
| 11118 |      | Tres Cantos | Paseo del Carrizal - Calle Orduña                    | Paseo del Carrizal Nº1          | 716 3                   |             |
| 11116 |      | Tres Cantos | Calle de la Alameda Baja - Calle Despeñaperros       | Calle de la Alameda Baja Nº2    | 716 3                   |             |
| 11036 |      | Tres Cantos | Calle de Batanes - Ronda de Valdecarrizo             | Calle de Batanes Nº2            | 723 3                   |             |
| 06656 |      | Tres Cantos | Avenida de la Industria - Calle de Batanes           | Avenida de la Industria Nº26    | 716 723 827 1 3         |             |
| 06658 |      | Tres Cantos | Avenida de la Industria - Plaza de la Escuadra       | Avenida de la Industria Nº34    | 716 723 827 1 3         |             |
| Los jueves entre las 09:00 y las 15:00 aproximadamente se omite esta parada                                        |      |             |                                                      |                                 |                         |             |
| 06636 |      | Tres Cantos | Avenida de la Industria - Calle del Yunque           | Avenida de la Industria Nº52    | 716 723 827 1 3         |             |
| Los jueves entre las 09:00 y las 15:00 aproximadamente se realiza esta parada                                      |      |             |                                                      |                                 |                         |             |
| 20819 |      | Tres Cantos | Avenida de los Artesanos - Calle del Temple          | Avenida de los Artesanos Nº34   | 1 3                     |             |
| Paradas del itinerario normal                                                                                      |      |             |                                                      |                                 |                         |             |
| 12797 |      | Tres Cantos | Avenida de los Artesanos - Plaza de la Chimenea      | Avenida de los Artesanos Nº46   | 712 723 1 3             |             |
| 09086 |      | Tres Cantos | Avenida de los Artesanos - Sector Foresta            | Avenida de los Artesanos Nº56   | 712 723 1 3             |             |
| 11635 |      | Tres Cantos | Avenida de los Artesanos - Guardia Civil             | Avenida de los Artesanos Nº62   | 712 723 N701 1 3        |             |
| 06643 |      | Tres Cantos | Avenida de Colmenar Viejo - Guardia Civil            | Avenida de Colmenar Viejo S/N.º | 712 723 827 1 3         |             |
| 08395 |      | Tres Cantos | Avenida de Colmenar Viejo - Centro Comercial El Zoco | Avenida de Colmenar Viejo Nº44  | 712 723 827 1 3         |             |
| 06660 |      | Tres Cantos | Avenida de Colmenar Viejo - Sector Descubridores     | Avenida de Colmenar Viejo Nº46  | 712 713 723 827 1 3 4 5 |             |
| 08398 |      | Tres Cantos | Avenida de Colmenar Viejo - Plaza del Toro           | Avenida de Colmenar Viejo Nº46  | 712 827 1 3 4 5         |             |
| 08399 |      | Tres Cantos | Avenida de los Encuartes - Calle de los Panaderos    | Avenida de los Encuartes Nº21   | 712 827 1 3 4 5         |             |
| 09681 |      | Tres Cantos | Avenida de los Encuartes - Ronda de la Luna          | Avenida de los Encuartes Nº17   | 712 827 1 3 4 5         |             |
| La hora de paso por esta parada es aproximadamente 19 minutos después de salir de la urbanización Soto de Viñuelas |      |             |                                                      |                                 |                         |             |
| 09698 |      | Tres Cantos | Plaza de la Estación - Estación de Tres Cantos       | Plaza de la Estación Nº1        | 1 3 4 5                 | Tres Cantos |
| 19005 |      | Tres Cantos | Avenida de los Labradores - Avenida del Parque       | Avenida de los Labradores Nº24  | 3                       |             |
| 19004 |      | Tres Cantos | Avenida de los Labradores - Colegio                  | Avenida de los Labradores Nº26  | 3                       |             |
| 06652 |      | Tres Cantos | Calle de la Majada - Avenida de la Industria         | Calle de la Majada Nº4          | 716 723 827 1 3         |             |
| 06654 |      | Tres Cantos | Avenida de la Industria - Calle de la Imprenta       | Avenida de la Industria Nº25    | 716 723 827 1 3         |             |
| 10528 |      | Tres Cantos | Ronda de Valdecarrizo - Calle de la Imprenta         | Ronda de Valdecarrizo Nº15      | 723 3                   |             |
| 12698 |      | Tres Cantos | Ronda de Valdecarrizo - Calle de Batanes             | Ronda de Valdecarrizo Nº21      | 3                       |             |
| 06575 |      | Tres Cantos | Calle del Caballo - Calle de la Alameda Baja         | Calle de la Alameda Baja Nº2    | 716 N701 3              |             |
| 12857 |      | Tres Cantos | Calle de la Alameda Baja - Paseo del Carrizal        | Calle de la Alameda Baja Nº2    | 716 3                   |             |
| 12858 |      | Tres Cantos | Calle de la Alameda Baja - Calle Navacerrada         | Calle de la Alameda Baja Nº2    | 716 3                   |             |
| 12859 |      | Tres Cantos | Paseo de los Andes - Calle de la Alameda Baja        | Paseo de los Andes Nº33         | 716 3                   |             |